# 鄭瑜 (崇禎庚辰進士)
鄭瑜，字伯崑，山東青州府诸城县人，明朝政治人物，同进士出身。
崇禎十三年（1640年），登庚辰科第三甲进士，任儀真縣知县，辛酉岁饥，捐俸救荒，活者数千人，百姓戴之如慈母。十五年，修筑城垣，屹若金汤。后二年难作，登陴固守，城赖以全。弘光時，擢浙江道監察御史，弹击不避权贵。巡视京營、太仓，尋丁内艱歸。清順治六年（1649年），起復補鎮江府知府，仪真父老咸相庆曰：郑神君重来治吾邻封矣！迎者舟车满江淮间，未及上任卒，年五十二。